# Axinaea costaricensis
Axinaea costaricensis är en tvåhjärtbladig växtart som beskrevs av Célestin Alfred Cogniaux. Axinaea costaricensis ingår i släktet Axinaea och familjen Melastomataceae.
Artens utbredningsområde är Costa Rica. Inga underarter finns listade i Catalogue of Life.